# 中国湖泊志
《中国湖泊志》是中华人民共和国1998年出版的一部综合性湖泊学专著，由王苏民和窦鸿身主编。全书分为两篇：第一篇是中国湖泊总论，按学科的研究内容，分章叙述了中国湖泊概况；第二章是中国湖泊分论，按照湖泊的地理分布，以每个湖泊为单元进行扼要记述。最后在附录中列出了中国各省（区、市）面积为1.0～10.0平方公里的湖泊特征表。